# Вулиця Таращанська (Біла Церква)
Вулиця Таращанська — вулиця у місті Біла Церква. Протягується Заріччям та однойменним масивом. Названа на честь Таращі, у напрямку якої знаходиться.

## Об'єкти
- Білоцерківська спеціалізована школа І-ІІІ ступенів № 13 з поглибленим вивченням французької мови (буд. 18)
- Білоцерківська загальноосвітня школа І-ІІІ ступенів № 22 (буд. 167)[2]